# Batalla d'Issy
La batalla d'Issy fou un enfrontament lliurat els dies 2 i 3 de juliol de 1815 als voltants del poble d'Issy, a poca distància al sud-oest de París entre forces prussianes i franceses, l'última batalla de la Guerra de la Setena Coalició. El resultat va ser una victòria per al general prussià von Zieten sobre un exèrcit francès comandat pel general Dominique Vandamme.

## Prolegòmens
Després de la derrota francesa a la batalla de Waterloo, els exèrcits del duc de Wellington, el mariscal de camp von Blücher i altres forces de la setena coalició van avançar sobre París. Wellington i Blücher van continuar les seves operacions fins a les portes de París i, el 30 de juny, van recórrer a un moviment que va resultar decisiu per al destí de la ciutat. El mariscal von Blücher, havent pres el poble d'Aubervilliers, o Vertus, va fer un moviment cap a la seva dreta i, creuant el Sena a Saint-Germain a sota de la capital, va llançar tota la seva força al costat sud de la ciutat on no s'havien fet gaires preparatius defensius.
Això va ser un cop per als francesos; fou llavors quan es va veure amb més claredat la seva debilitat i la força de la coalició, perquè en aquell moment els exèrcits de Wellington i von Blücher estaven separats i tot l'exèrcit francès estava entre ells, però els francesos no van poder moure's per evitar-ne la unió. Després de la guerra, Lazare Carnot (el ministre de l'interior de Napoleó) va culpar Napoleó de no fortificar París a la banda sud i va afirmar que havia previngut Napoleó d'aquest perill. Els francesos estaven obligats així a abandonar totes les obres que havien construït per a la defensa de la capital i van traslladar el seu exèrcit a través del Sena per trobar-se amb els prussians.
Tot i que una brigada prussiana va ser derrotada en una escaramussa a Rocquencourt, a prop de Versalles, el moviment dels prussians cap a la dreta va quedar sense resposta. El matí del 2 de juliol, el primer cos prussià sota el comandament del general Graf von Zieten tenia la seva ala dreta situada a Plessis-Piquet, la seva esquerra a Meudon, i les reserves a Versalles.

## L'atac
El 2 de juliol, Zieten va avançar cap a les altures de Meudon i Châtillon i va lluitar amb força per la possessió de Sèvres, Moulineaux i Issy. La lluita fou dura, però els prussians finalment van superar totes les dificultats i van aconseguir establir-se fermament a les altures de Meudon i al poble d'Issy. Les pèrdues franceses durant aquest enfrontament es calculen en 3.000 homes.

## Contraatac
En un consell de guerra francès, que es va celebrar durant la nit del 2 al 3 de juliol a París, es va decidir que la defensa de la capital no era factible contra els dos exèrcits de la coalició. No obstant això, el comandant en cap francès, el mariscal Davout, volia un altre intent abans d'acceptar la suspensió de les hostilitats.
A les tres del matí del 3 de juliol, Vandamme, comandant del III Cos francès, va avançar en dues columnes des de Vaugirard per atacar Issy. Entre Vaugirard i el riu Sena tenia una força de cavalleria considerable, el front de la qual estava flanquejat per una bateria ben situada a prop d' Auteuil, a la riba dreta del riu. L'acció va començar amb un fort intercanvi artiller; els francesos havien portat vint peces davant del poble, que després fou assaltat per la seva infanteria. Els prussians havien construït algunes barricades i altres defenses durant la nit; però això no els va protegir del potent foc de les bateries franceses. Els 12è i 24è regiments prussians, i el 2n de Landwehr de Westfàlia, amb el suport d'una mitja bateria de dotze lliures, van lluitar amb gran valentia contra els francesos i va haver-hi moltes baixes en ambdós bàndols. Per fi els francesos es van retirar, però poc després van avançar de nou, reforçats considerablement.
La 2a brigada Prussiana va rebre l'ordre d'afegir-se a la 1a, i el conjunt de les tropes del I Cos prussià es va preparar. Zieten va enviar una sol·licitud a Blücher per al suport de dues brigades del IV Cos prussià de Bülow i, al mateix temps, va suplicar a Thielemann que avancés (d'acord amb les instruccions que li havien enviat des del quarter general) des de Châtillon i que amenacés el flanc esquerre francès.
Mentrestant, els francesos van renovar l'atac contra Issy, que, però, va tornar a resultar infructuós. Va ser seguit per una forta canonada i més atacs, sense aconseguir cap resultat clar sobre els defensors. Els francesos no semblaven disposats a arriscar-se a un atac més general; probablement els comandants francesos van considerar que un atac, si no tingués èxit, podria acabar amb un assalt fàcil sobre els suburbis de París. D'aquesta manera, després de quatre hores continuades, però infructuoses, sobre la posició avançada de Zieten, els francesos van retirar-se cap a París.

## Conseqüències
Issy va ser l'últim intent de l'exèrcit francès per defensar París i, amb aquesta derrota, tota esperança de mantenir París es va esvair. L'alt comandament francès va decidir que capitularien. D'acord amb això, a les set del matí, els francesos van cessar el foc i el general de brigada Revest (cap d'estat major del III cos francès) va dirigir-se cap al cos de Zieten, que era el més proper a la capital de totes les forces de la coalició, per oferir una capitulació i sol·licitar un armistici immediat.
En conèixer l'alto el foc unilateral, Blücher va exigir als francesos que enviessin delegats amb plenes facultats de negociació abans d'acceptar la suspensió de les hostilitats i va assenyalar el Palau de St. Cloud com el lloc on haurien de continuar les negociacions. Després va traslladar la seva seu al palau. Els oficials dotats de tots els poders pels seus respectius caps aviat es van reunir a Saint-Cloud, on el duc de Wellington s'havia unit al príncep Blücher. El resultat de les seves deliberacions fou la rendició de París en els termes de la Convenció de St. Cloud.
Napoleó Bonaparte ja havia anunciat la seva abdicació (24 de juny de 1815); incapaç de quedar-se a França ni escapar-se’n, uns dies després, el 15 de juliol, es va lliurar al capità Maitland de l'HMS Bellerophon i va ser transportat a Anglaterra. La Restauració francesa completa de Lluís XVIII va venir just després de a la marxa de l'emperador. Napoleó Bonaparte es va exiliar a l'illa de Santa Helena, on va morir el maig de 1821.